# Hrabove, Șahtarsk
Hrabove, de asemenea Grabove (în ucraineană Грабове) este o localitate din raionul Șahtarsk, regiunea Donețk, Ucraina. Conform recensământului ucrainean din 2001, satul număra 1,000 de locuitori.
La 17 iulie 2014 în preajma localității a fost doborât Zborul 17 al Malaysia Airlines de către separatiștii pro-ruși susținători ai așa zisei Republici Populare Donețk.

## Istoria
Satul a fost fondat în secolul al XV-lea  pe malul stâng al râului Mius; a fost repoziționat de pe teritoriul său actual în 1787.
Biserica din piatră, cu numele de Sf. Treime, a fost construită în 1803. A supraviețuit până în ziua de azi, deși a fost reconstruită substanțial în 1903.
Hrabove a devenit parte a Uniunii Sovietice nou curs de dezvoltare, în februarie 1918  in frunte cu liderul revoluționar numit Nestor Mahno.
Cel mai stabil comunist din zonă din 1921.
In 1942 zona a căzut sub control german: ortodoxia ca formă de cult a fost din nou permisă și s-au restituit parțial terenurile care au fost confiscate de la fermieri sub regimul comunist. 
Cu toate acestea, în 1952 biserica a fost închisă de către (în prezent, din nou în comunist) autorități și biserica a fost transformată într-o sală de dans.
Autoritățile au ordonat distrugerea bisericii, dar localnicii au împiedicat cu succes distrugerea completă.
Lângă sat a avut loc prăbușirea zborului 17 al Malaysia Airlines pe data de 17 iulie 2014, care a fost doborât de un lansator de rachete 9K37 Buk, ucigând toți cei 298 pasageri de la bord. La acea vreme, Hrabové se afla în zona de conflict a insurecției din Donbas, într-o zonă controlată de către grupurile rebele pro-ruse.

## Politica și identitățile naționale
Începând cu 2010, șeful consiliului satului a fost Volodymyr Berezhnyi (născut 1955).
Recensământul din 2001 a indicat o populație de 1.000 de persoane, clasificate în funcție de limba maternă, ca preferință 77,5% vorbitori de ucraineană și 22,0% vorbitori de limbă rusă, și câțiva vorbitori de bielorusă.
Cei mai mulți locuitori de trăiesc în sat se identifica ca ucraineani.